# Шамаль, Марина Якубовна
Марина Якубовна Шамаль (род. 9 апреля 1939) — советская пловчиха. Участвовала в Олимпийских играх 1960 года, где заняла восьмое место в эстафетах 4×100 м вольным стилем и комбинированной эстафете 4×100 м. Чемпионка СССР на дистанции 100 м вольным стилем (1962, 1963), в эстафете 4×100 м вольным стилем (1955) и комбинированной эстафете 4×100 м (1956). Многократная рекордсменка СССР.
Была замужем за Игорем Лужковским — также участником Олимпиады 1960 года по плаванию, после замужества носила фамилию Лужковская. После завершения спортивной карьеры работала тренером по плаванию и синхронному плаванию.